# 蝎虎座HT
蝎虎座HT，又名BD+46 3574，HD 209857、SAO 51632、HR 8421，是蝎虎座的一颗恒星，视星等为6.13，位于銀經95.68，銀緯-7.14，其B1900.0坐标为赤經22h 1m 18s，赤緯+46° -7.14′ 33″。